# Bonifatiushaus (Bistum Fulda)

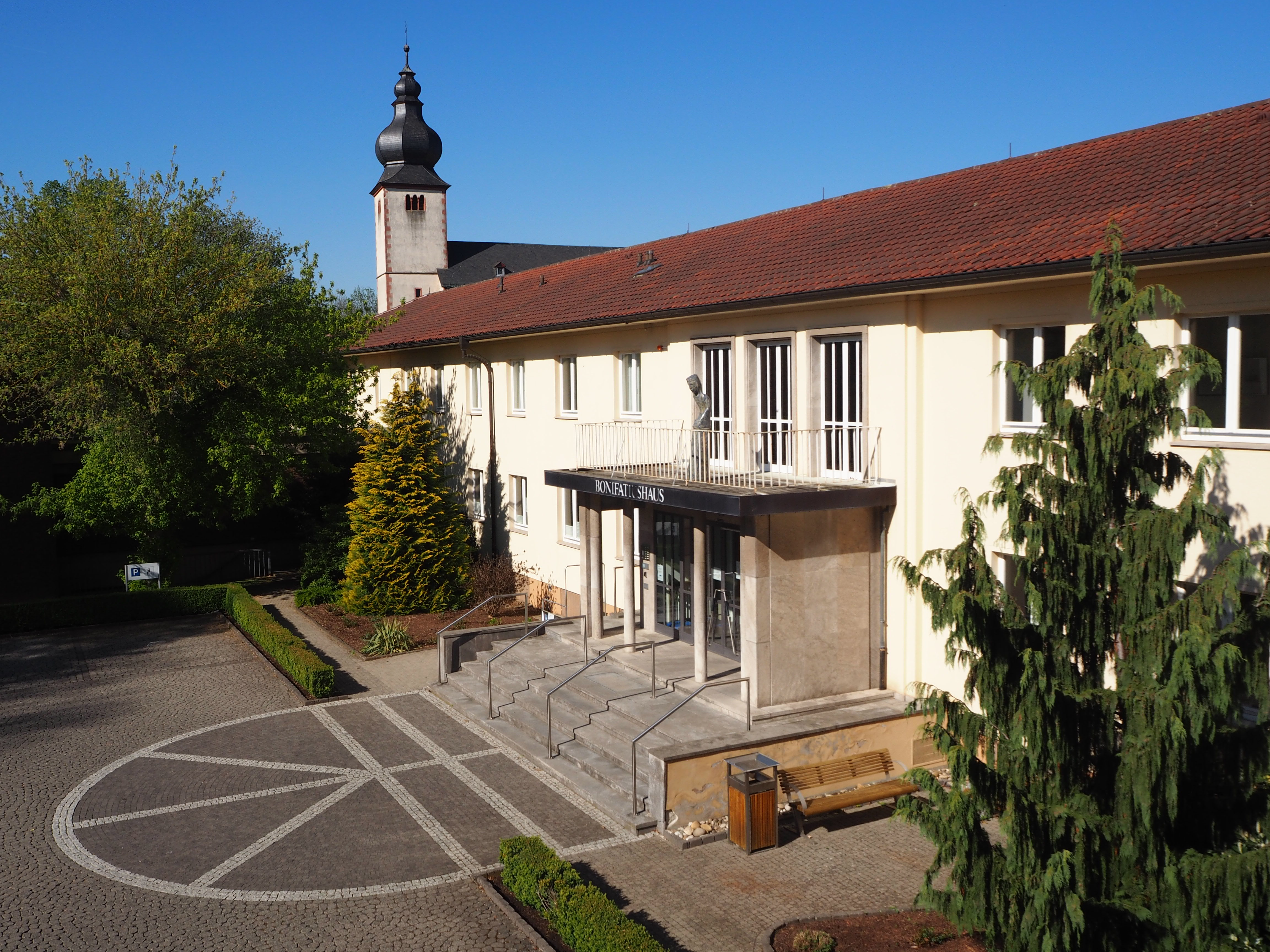
Das Bonifatiushaus

Das Bonifatiushaus ist die Katholische Akademie und der Sitz der Katholischen Erwachsenenbildung im Bistum Fulda.

## Geschichte

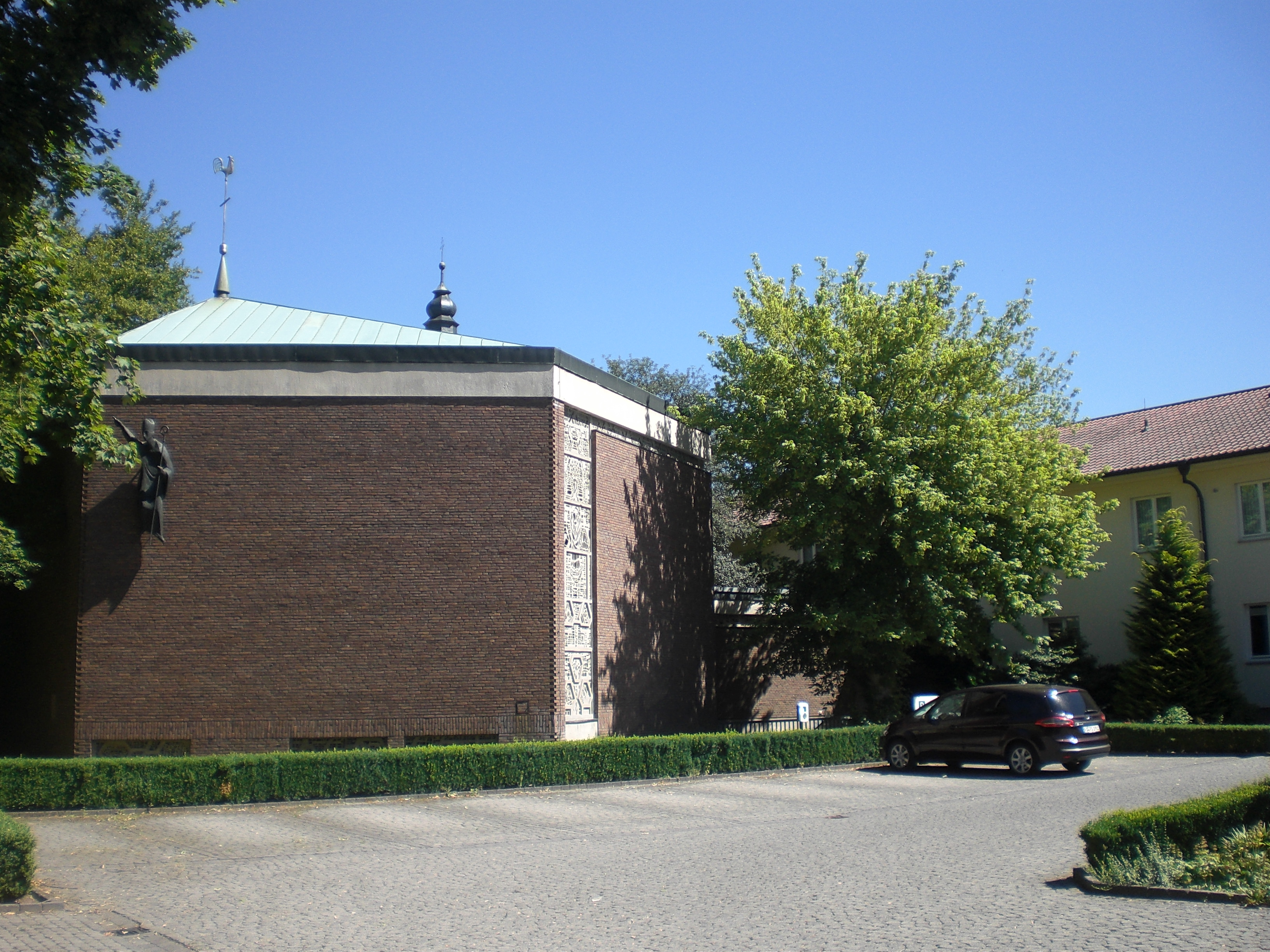
Die Kapelle des Bonfatiushauses. An der Außenwand Bronzeskulptur des Hl. Bonifatius. Über dem Kapellendach (rechts) Turmhaube von St. Andreas

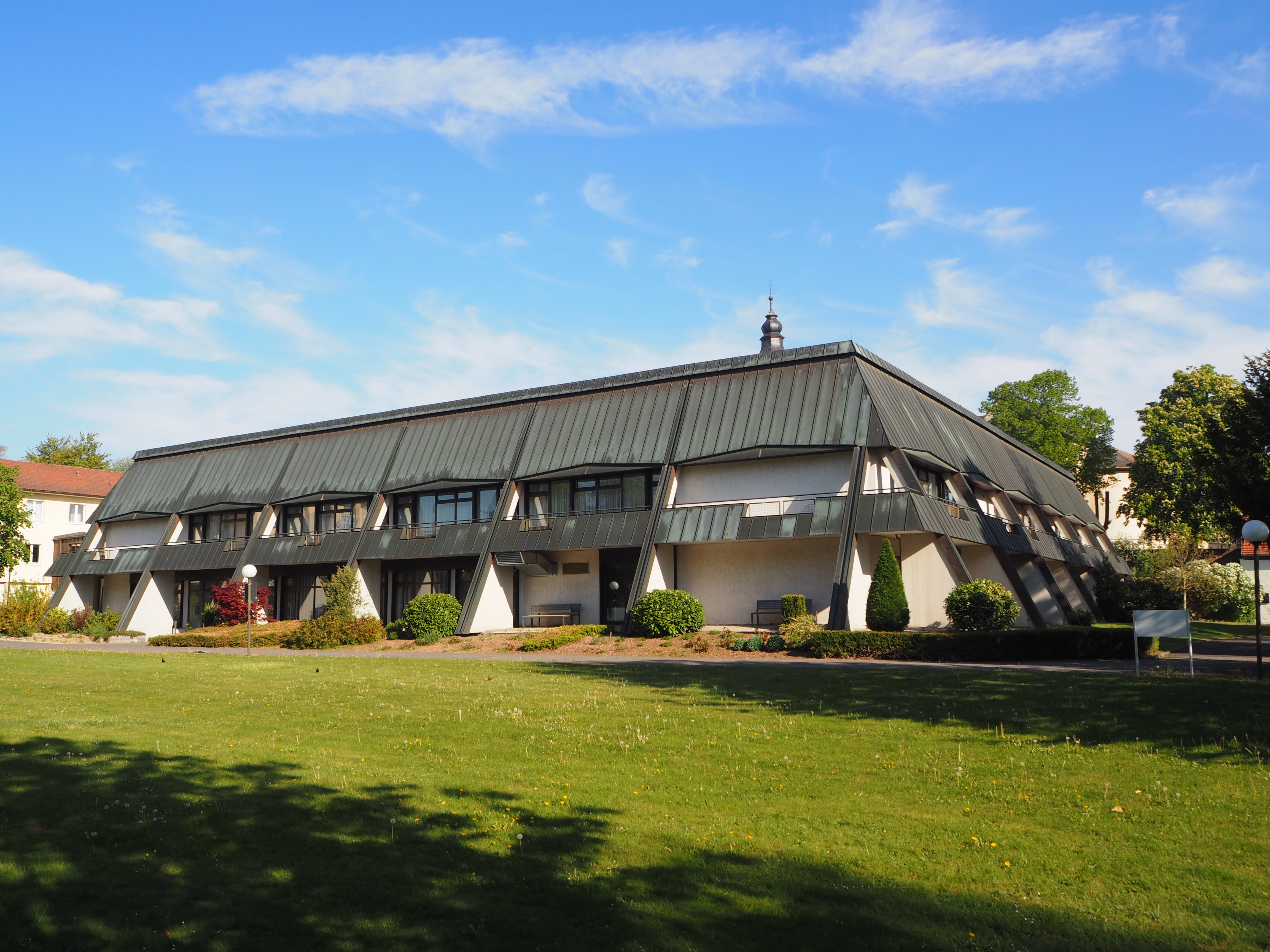
Neubau als Ansicht vom Park

1938 entstand in Fulda mit dem Christkönigshaus die erste diözesane Bildungsstätte. Der Beginn des Zweiten Weltkriegs beeinträchtige die Bildungsarbeit jedoch, da das Haus als Lazarett genutzt wurde. Um nach Ende des Krieges auf die Folgen der nationalsozialistischen Propaganda zu reagieren, wurde 1948 ein neues Schulungsheim eingerichtet, das unter das Patronat des heiligen Bonifatius gestellt wurde. Das Bonifatiushaus wurde Zentrum für Einkehrtage, Kurse und Tagungen zur religiösen und sozialen Schulung von Erwachsenen und Jugendlichen. Es stand kirchlichen Gruppen als Unterkunft offen, bot allerdings noch kein eigenes Programm an.
Da die räumlichen Kapazitäten rasch ausgeschöpft waren, errichtete das Bistum wenige Jahre später auf dem Ökonomiegelände des früheren Benediktinerpriorates St. Andreas in Fulda-Neuenberg einen Neubau für das Bonifatiushaus. Bischof Johannes Dietz übergab ihn 1954, im Jahr des Bonifatiusjubiläums und des Deutschen Katholikentages in Fulda, seiner Bestimmung.
In den folgenden Jahren wandelte sich das Bonifatiushaus von einem Schulungsheim zu einer offenen Bildungsstätte und bot ab 1970 als „Haus der Weiterbildung der Diözese Fulda“ ein eigenes Bildungsprogramm an. Die Erweiterung der Bildungsarbeit finanzierte sich neben Diözesanmitteln und Teilnehmerbeiträgen auch aus Zuschüssen für politisch-soziale Bildungsarbeit, u. a. von der Bundeszentrale für politische Bildung. 1981 wurde das Bonifatiushaus in den Akademieleiterkreis aufgenommen.
Im November 1980 weihte Bischof Eduard Schick einen Erweiterungsbau ein. Mit Rücksicht auf die Bausubstanz der alten Klosteranlage gruppiert sich der Neubau um ein Atrium, das einem Kreuzgang ähnelt und gleichzeitig die klassische Bauform von Akademiegebäuden aufnimmt.
Heute versteht sich die katholische Akademie des Bistums Fulda als Schnittstelle im Dialog zwischen Kirche und Gesellschaft. Neben Vortrags-, Konferenz- und Seminarräumen bietet das Haus auch die Möglichkeit zur Übernachtung an. Derzeitiger Direktor ist Gunter Geiger (Stand: 2020).